# Istra ti materina
Istra ti materina je zajednički studijski album pulskih sastava Gori Ussi Winnetou i KUD Idijoti, objavljen 1995.
Odmah po objavljivanju, Radio Pazin je odbio puštati album zbog pjesme "Turbo cattolico" u kojoj se spominje "pazinski inkvizitor".

## Popis pjesama
| Br. | Skladba                                                               | Trajanje |
| --- | --------------------------------------------------------------------- | -------- |
| 1.  | »Herceg Istra (repriza)«                                              | 0:34     |
| 2.  | »Vita, vita, štampa naša gori bre« (Turbo cattolico, peste balcanica) | 6:28     |
| 3.  | »Maestro Guli-lili-apa li rundov«                                     | 5:54     |
| 4.  | »La Ricetta - Grisia 1993«                                            | 4:22     |
| 5.  | »Čakavska pes'n - rdeča pizda z radija merde«                         | 4:48     |
| 6.  | »Česta ud mora - da botanico a gortanico«                             | 4:21     |
| 7.  | »Festival diteta - Šibenik 1994«                                      | 9:05     |
| 8.  | »Herceg Istra«                                                        | 0:35     |

## Vanjske poveznice
- Album na stranici KUD Idijota